# Супутник Дайсона — Харропа
Супутник Дайсона — Харропа — проєкт  космічного апарата великих розмірів, призначеного для генерації енергії з використанням  сонячного вітру. Проєкт частково запозичує ідеї  сфери Дайсона, але має набагато менші розміри й простіший у спорудженні, на великих відстанях його важко виявити.
Основним елементом супутника є довге кільце з металевого дроту, спрямоване до Сонця. Дріт заряджений і породжує циліндричне магнітне поле, яке захоплює електрони, що входять до складу сонячного вітру. Електрони скеровуються на сферичний металевий приймач й породжують струм, який, у свою чергу, створює магнітне поле дроту, що робить систему самопідтримуваною. Струм живить інфрачервоний лазер, спрямований на енергозбірний приймач на Землі. Атмосфера Землі не поглинає інфрачервоне світло, отже система має бути досить ефективною. Віддавши енергію лазеру, електрони потрапляють на сонячне вітрило у формі кільця, де вони можуть бути активовані сонячним світлом в достатній мірі, щоб супутник залишався на навколосонячній орбіті.
Досить невеликий супутник Дайсона — Харропа з мідним проводом товщиною 1 см і довжиною 300 м, приймачем діаметром 2 метри та вітрилом діаметром 10 м, що перебуває на тій же відстані від Сонця, що й Земля, може генерувати 1,7 мегават енергії. Супутники великих розмірів можуть виробляти більшу кількість енергії. Супутники можна розміщувати в будь-якому місці Сонячної системи й об'єднувати в мережі, генеруючи теравати енергії.